# Floris Carel van Beieren-Schagen

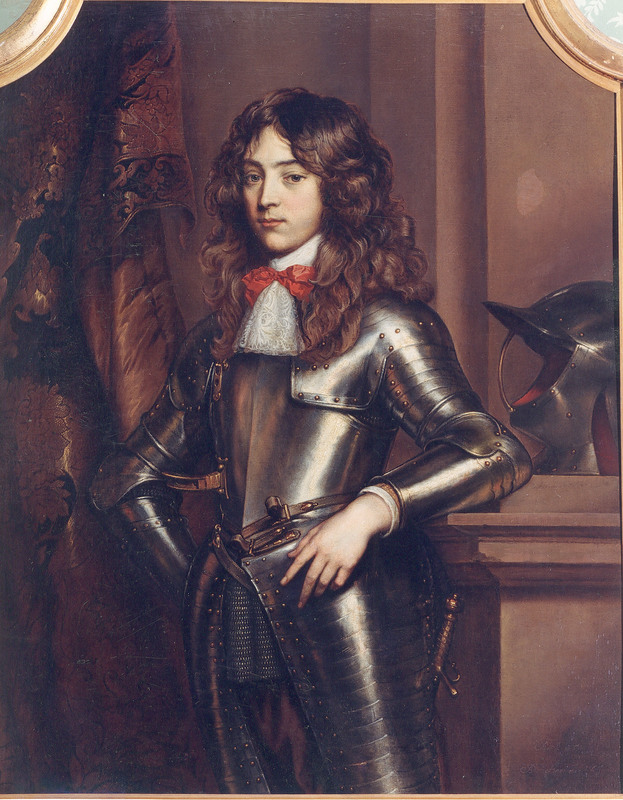

Wapen van Van Beieren-Schagen

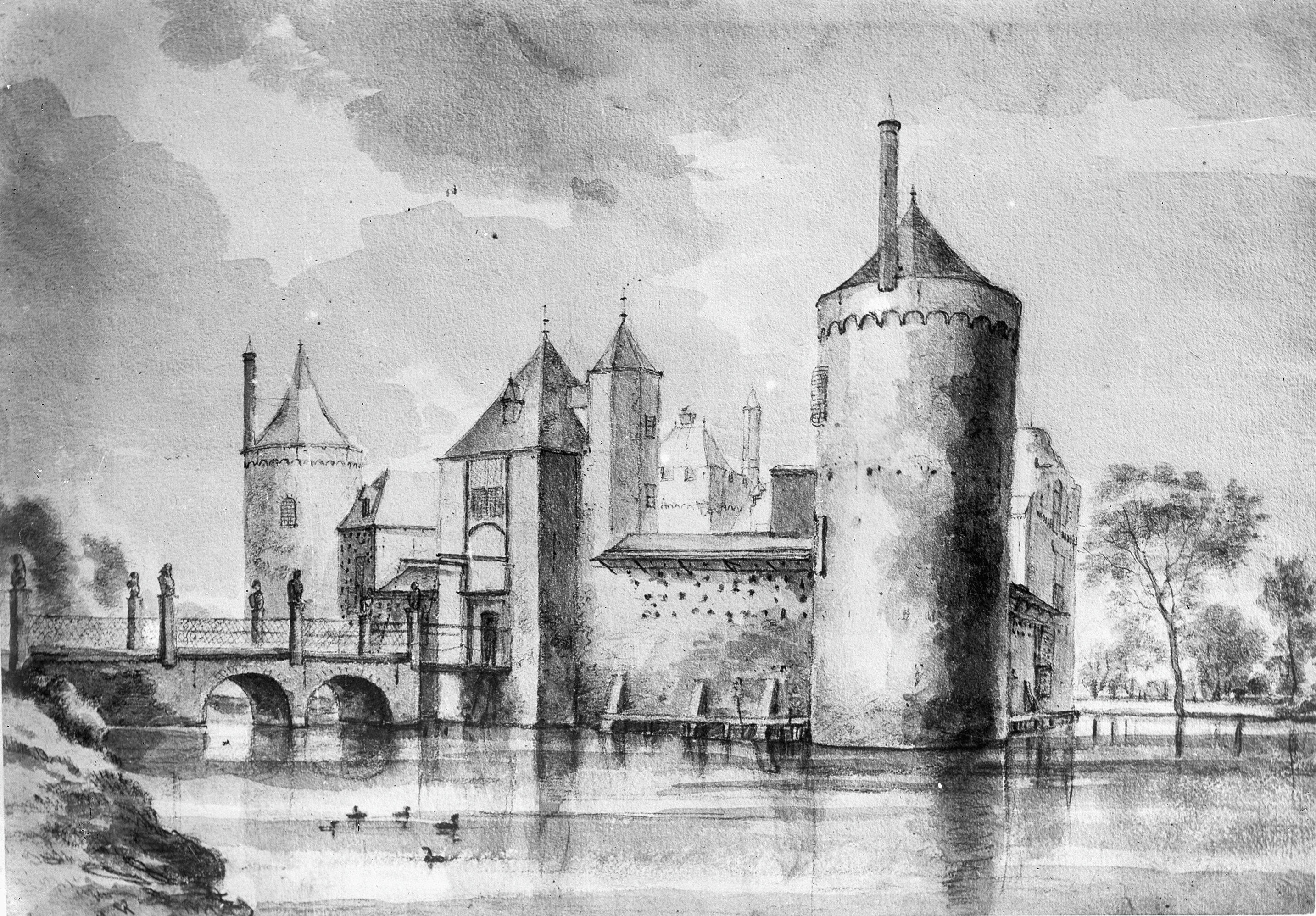
Kasteel Schagen

Floris Carel van Beieren-Schagen (ca. 1645 - 22 mei 1699) was graaf van Warfusée en 10e heer van Schagen (1676-1699), Schagerkogge, Burghorn en Wognum. Hij was de zoon van Dirk van Beieren-Schagen, vrijheer van Goudriaan, St. Hubert, Waddinxveen, heer van Zijl, Zuiderwijk en de hofstad Spieringshoek en Marie van Thiennes, gravin van Rumbeeck.

## Heerlijkheid Schagen
Al ten tijde van Willem de Bastaard, de eerste heer van Schagen, waren er vaak moeilijkheden over de betalingen van renten uit de visserijen. In 1658 moest de heerlijkheid ten gunste van de crediteuren van Willem III van Beieren-Schagen worden verkocht. Mr. Pieter de Salengre verkocht de heerlijkheid met alle toebehoren voor 263.000 gulden aan George van Cats.
Toen bleek dat ook George van Cats de heerlijkheid niet kon behouden kocht Floris in 1676 de heerlijkheid voor 170.000 gulden. Zijn dochter Maria Isabella is de laatste vrouw uit het huis van Beieren geweest, die de heerlijkheid Schagen in bezit had. Door haar huwelijk met Paul Emil, graaf van Oultremont, gaat de heerlijkheid over op de graven van Oultremont.

## Huwelijk en kinderen
Floris trouwde op 13 mei 1674 te Warmond met Jacoba Maria van Wassenaar (1650 – 9 augustus 1683), vrouwe van Warmond, dochter van Johan van Wassenaar, heer van Warmond, en Isabella van Haastrecht, de dochter van Karel van Haastrecht. Jacoba Maria van Wassenaar bracht het kasteel Steenenburgh in de familie.
Uit hun huwelijk zijn vier kinderen geboren:
- Diederik Thomas van Beieren-Schagen (Den Haag, 25 september 1679 – Ramillies, 23 mei 1706), 11e heer van Schagen (1699-1706)
- Johan van Beieren-Schagen (1680 - Ramillies, 23 mei 1706)
- Karel Joseph van Beieren-Schagen (Den Haag, 27 oktober 1682 - gesneuveld Ramillies, 23 mei 1706)
- Maria Isabella van Beieren-Schagen, trouwde met Jean François Paul Emile d'Oultremont.